# الهالة خس هبال (الرقة)
الهالة_خس هبال قرية سورية تتبع ناحية الكرامة في منطقة مركز الرقة في محافظة الرقة. بلغ عدد سكانها 2210 نسمة في عام 2004 حسب إحصاء المكتب المركزي للإحصاء.